# 199-та гвардійська ракетна бригада (СРСР)
199-та гвардійська ракетна Дрезденська ордена Олександра Невського бригада (199 гв. РБр, в/ч 56000) — військове з'єднання ракетних військ Радянської армії, що існувало у 1944—1992 роках.
Після розпаду СРСР в 1992 році увійшла до складу Збройних сил України як 199-та ракетна бригада.

## Історія
17 вересня 1944 року на підставі Директиви Верховного Головнокомандувача в районі міста Рава-Руська була сформована 199-та легкоартилерійська бригада. До складу бригади входили 202-й і 229-й легкоартилерійські полки. З'єднання брало участь у Львівсько-Сандомирській, Вісло-Одерській, Берлінській та Празькій наступальних операціях.
Після закінчення Другої світової війни бригада входила до складу Групи Радянських військ в Німеччині з пунктом постійної дислокації Нойнц-Табір (НДР). З 13 листопада 1954 року 199-та переформована на гвардійську гарматну артилерійську бригаду.
У березні 1958 року бригада була виведена в м. Барановичі (КБВО).
1 травня того ж року особовий склад з'єднання прибув до н.п. Мета, де на базі управління створена 199 гв. інженерна бригада РВГК, отримано ракетне озброєння і техніку, а бригада перейшла на організаційно-штатну структуру тридивізійного складу. На озброєння надійшов ракетний комплекс 9К72 «Ельбрус».
З 1 липня 1960 бригада перейменована на 199-ту гв. ракетну бригаду. Та увійшла до складу Білоруського військового округу, де перебувала до липня 1963 р.
У період 1963—1970 рр. бригада входила до складу 28-ї загальновійськової армії.
З 1970 і до березня 1989 р. у складі 5-ї гвардійської танкової армії.
У 1985 році бригада була переозброєна на ракетний комплекс 9К714 «Ока».
Бригада брала участь у великомасштабних військових навчаннях «Дніпро-68», «Двіна-78», «Захід-81», «Осінь-88».
Березнь-квітень 1989 року, ракетні дивізіони, оснащені комплексом 9К714 «Ока», були розформовані, а управління бригади з підрозділами бойового, тилового і технічного забезпечення була передислоковано в Прикарпатський військовий округ (8-ма танкова армія, 3.1989 — 1.1992) у місто Новоград-Волинський, Українська РСР, де отримала три дивізіони ОТРК 9К79 «Точка».
В 1992 р. — 199-та бригада у складі 8-ї танкової армії Прикарпатського ВО увійшла до складу ЗС України як 199-та ракетна бригада.

## Структура
- Станом на 1988 рік:
  - 123-й окремий ракетний дивізіон (в/ч 63178)
  - 375-й окремий ракетний дивізіон (в/ч 74867)
  - 394-й окремий ракетний дивізіон (в/ч 41711)

## Озброєння
- (1958—1985) 9К72 «Ельбрус» (SS-1c «Scud B»)
- (1985—1989) 9K714 «Ока» (SS-23 Spider)
- (1989—1992) 9К79-1 «Точка-У» (SS-21 «Scarab A»)

## Командири
- генерал-майор Скоморошко Борис Миколайович (1960—196?)
- полковник Мединін Ігор Васильович
- полковник Шарохін В'ячеслав Іванович
- полковник Разривін
- полковник Заплетохін Анатолій Павлович
- полковник Кравченко Юрій Петрович (1976—1982)
- полковник Чіркун Микола Петрович
- полковник Терешко Олексій Дмитрович